# ABCC6
La proteïna codificada pel gen ABCC6 és un membre de la superfamília dels transportadors ABC.
Les proteïnes ABC transporten diverses molècules a través de les membranes externes i intracel·lulars. Els gens ABC estan dividits en set subfamílies (ABC1, MDR/TAP, MRP, ALD, OABP, GCN20, White). La proteïna codificada per ABCC6 és un membre de la subfamília MRP, que està involucrada en la resistència contra multi-drogues.

## Patologia
Les mutacions en aquesta proteïna causen pseudoxantoma elàstica (PXE). Les mutacions més comunes, R1141X i 23-29del, donen conte del 25% de les mutacions documentades.